# Janetiella acuticauda
Janetiella acuticauda är en tvåvingeart som beskrevs av Jean-Jacques Kieffer och Herbst 1906. Janetiella acuticauda ingår i släktet Janetiella och familjen gallmyggor. Inga underarter finns listade i Catalogue of Life.